# Une sœur
Une sœur ist ein 2018 erschienener belgischer Kurzfilm von Delphine Girard. Bei der Oscarverleihung 2020 war er in der Kategorie Bester Kurzfilm nominiert.

## Handlung
Alie ist in Gefahr: Gegen ihren Willen sitzt sie im Auto mit Dary, der ihr bereits Gewalt angetan hat und aggressiv ist. Deshalb wählt sie die Notrufnummer, gibt jedoch vor, mit ihrer Schwester zu telefonieren, die auf ihre Tochter aufpasst. Am anderen Ende der Leitung denkt die Telefonistin zunächst, dass Alie sich verwählt hat, erkennt jedoch schnell, dass sie nicht frei ist zu sprechen. Während sie herauszufinden versucht, wo genau Alie sich befindet, um ihr Hilfe zu schicken, kann Alie nur Antworten geben, die unverfänglich sind, um nicht Darys Misstrauen zu wecken. Dieser wird jedoch zusehends ungehalten, je länger das Telefonat andauert, besonders, als Alie fragt, wo genau sie sich befinden. Schließlich wird das Auto von der Polizei angehalten, Dary festgenommen und Alie kann das Auto verlassen.

## Hintergrund
Une sœur basiert auf einem wahren Notruf aus den USA, in dem eine Frau vorgab, mit ihrer Schwester zu telefonieren, während sie tatsächlich die Polizei anrief, um Hilfe zu bekommen. Die Regisseurin Delphine Girard war davon überwältigt und wollte die Geschichte der Verbindung der beiden Frauen erzählen.
Veröffentlicht wurde der Film am 1. Oktober 2018 in Belgien.

## Rezeption
Insgesamt wurde Une sœur positiv aufgenommen. Doreen Kaltenecker lobte den realistischen Ansatz und die gute Recherche, die den Film authentisch und spannend machten. Durch die Spannung und das Hineinversetzen in die Personen biete der Film gute Unterhaltung, besonders hervorgehoben wurden auch die Kameraperspektiven, die ein Bedrohungsszenario schufen.
Auch bei RTBF wurde der Spannungsaufbau gelobt, eine besondere Leistung, da der Film nur knapp über 15 Minuten dauert und über wenig Handlungsspielräume verfügt. Die enge Kameraführung finge die Spannung und Angst der Charaktere ein, die mit jeder der verhängnisvollen Minuten steige.

## Spielfilm
2023 erschien Quitter la Nuit, ein Spielfilm von Delphine Girard, der auf Une sœur aufbaut. Die ersten 15 Minuten des Films entsprechen dem Kurzfilm, wobei die Aufnahmen aus dem Auto weiterverwendet werden, die aus dem Callcenter neu gedreht wurden. Danach werden die Schicksale der drei Hauptcharaktere nach dem Vorfall aufgezeigt und wie die Personen das Geschehene verarbeiten.

## Auszeichnungen
Magritte 2019
- Nominierung in der Kategorie Bester Kurzfilm

Rhode Island International Film Festival 2019
- Auszeichnung in der Kategorie Bester Kurzfilm

Festival Spasm Canada 2019
- Auszeichnung als Bester Film (Jury-Preis)

Oscarverleihung 2020
- Nominierung in der Kategorie Bester Kurzfilm

Fastnet Short Film Festival 2021
- Auszeichnung in der Kategorie Beste Regie
- Auszeichnung in der Kategorie Bester Schnitt